# علی عابدی
علی عابدی (زادهٔ ۱۹ فوریهٔ ۱۹۹۵) یک بازیکن فوتبال اهل ایران است.
از باشگاه‌هایی که در آن بازی کرده‌است می‌توان به باشگاه فوتبال فجر سپاسی و شموشک انزلی اشاره کرد.
وی در سال ۲۰۱۶ از دنیای فوتبال خداحافظی و به عنوان مربی فعالیت خود را از سر گرفت.